# Santa Rita (Andes)
Santa Rita es un centro poblado del municipio de Andes, departamento de Antioquia, Colombia. El centro poblado se encuentra a 12,1 kilómetros del centro de la cabecera municipal de Andes. Limita por el norte con el centro poblado Quebrada Arriba, por el oriente con el municipio de Jardín y la cabecera municipal de Andes, por el sur con el centro poblado Santa Inés y por el occidente con el municipio de Bagadó, en el departamento del Chocó. 

## Historia
Hasta el siglo XIX, era un bosque tropical húmedo, con abundante especies y grupos de población nativos que fueron desapareciendo intempestivamente.
En 1816, Jesús María Cardona salió con su familia desde Rionegro por problemas económicos sin un rumbo definido; así, llegó hasta el territorio que hoy ocupa la vereda San Gregorio donde construyó un rancho en el cual permaneció durante 3 días, después de lo cual se trasladó a un llano ubicado en el sitio que hoy ocupa el centro poblado Santa Rita.
En 1820, el señor Marco Tabares exploró el territorio en busca de oro y sal y es considerado el pionero del proceso colonizador de este sector del municipio, hacia el año 1839 se establecería en el sitio  el señor Eustacio Vallejo proveniente del municipio de Rionegro, quien construyó una capilla hecha de hojas de caña que transportó desde el municipio de Jericó.
Solamente hasta el año 1842 se construiría la primera casa, hecha por el señor Paulino Solís y que aún en la actualidad está en pie. Posteriormente el territorio se fue poblando de las familias que se conocen hoy por ser los apellidos más comunes: Villa, Vélez, Hurtado, Castañeda. Fueron estas familias quienes impulsaron el desarrollo del centro poblado y se encargaron, inicialmente de construir los caminos y carreteras.
El oro y la sal, principalmente, fueron desarrollando a Santa Rita como un importante caserío. en 1970 y por la influencia de la economía aurífera del centro poblado, los señores Lucio Casas y Antonio Borges, construyeron una nueva capilla de bareque y casas a su alrededor. Veinte años después, se reconoció como centro poblado y se le instauró su Inspección de policía.
Hacia el siglo XX , el auge aurífero de Santa Rita disminuyó hasta ser prácticamente una actividad inexistente, lo que condujo a la decadencia económica y política del centro poblado que por un año, pero permitió a la tierra descansar, y en ese mismo año perdió su categoría como tal.
En 1851 con la llegada de la actividad cafetera, Santa Rita vio su renacer económico gracias a que se convirtió en una de las regiones más prosperas de la actividad cafetera del Suroeste antioqueño.
En 1957 se inauguró la Central hidroeléctrica de Santa Rita, que abasteció el municipio por más de 15 años y que por fallas mecánicas debió parar su producción de energía. En 1984 llegó la Cooperativa de Caficultores de Andes al centro poblado gracias a la aceleración económica, social e industrial que tuvo el centro poblado en la segunda mitad del siglo XX.
En los primeros inicios del siglo XXI el centro poblado vio surgir la era de las telecomunicaciones y los servicios públicos con la instalación de una antena satelital para la comunicación móvil y fija, la llegada del servicio de Internet a la Institución educativa Santa Rita en el año 2007 y la puesta en marcha de las obras de recuperación de la microcentral de Santa Rita en 2009, a lo que se sumó una antena de operador móvil.
Tiene una Institución Educativa que lleva el nombre del centro poblado y cuenta con una población estudiantil de 900 estudiantes distribuidos en 6 sedes a saber:  IE Santa Rita, La Libertadora, San Agustín, San Pedro Santa Rita, Media Luna y Gonzalo Ospina.  En el año 2016 la rectora Nidia Ruth Velásquez Lema implementó un modelo educativo denominado Enfoque Pedagógico Dialógico, por lo que en el año 2018 obtuvo el premio departamental EVOLUCIONA 2018. Este modelo busca la transformación social y cultural de todo el centro poblado.

## División
Además, del centro poblado Santa Rita. Tiene bajo su área de influencia 14 veredas:
| Veredas de Santa Rita |                  |
| Egipto                | El Socorro       |
| Guaimaral             | La Aguada        |
| La Pava               | La Clara         |
| La Cedrona            | Río Claro        |
| La Soledad            | Media Luna       |
| San Agustín           | San Gregorio     |
| San Pedro Abajo       | San Pedro Arriba |